# Myxococcales
Миксобактерии (лат. Myxococcales) — порядок бактерий из класса дельта-протеобактерий. Миксобактерии распространены в почвах, способны к скользящему движению и обладают относительно большими для бактерий геномами, состоящим из 9—10 миллионов пар нуклеотидов. Sorangium cellulosum (Polyangium cellulosum) обладает геномом в 13 с лишним миллионов пар нуклеотидов, на 2007 год это был самый крупный из известных бактериальных геномов.
Миксобактерии образуют специфические колонии-швармы, способные передвигаться по поверхности среды. Колонии миксобактерий синтезируют многочисленные экзоферменты (лизоцим, протеазы и целлюлазы). Из-за того, что миксобактерии совместно разрушают органические субстраты, в том числе и бактерии других видов, их часто сравнивают с волчьей стаей.
При недостатке питательных субстратов на твёрдой поверхности и при числе клеток не менее 105 запускается особый цикл развития, включающий в себя формирование плодового тела и миксоспор. При голодании каждая клетка синтезирует определённое количество т. н. А-фактора. При большом числе клеток достигается пороговый уровень концентрации (около 10 мкмоль/л) и начинается образование плодового тела, которое регулируется С-фактором (белок с массой 17 кДа). При образовании плодовых тел клетки образуют устойчивые к высушиванию миксоспоры, сползаясь вместе и изменяя свою форму. Каждая такая миксоспора затем даёт начало вегетативной клетке палочковидной формы, размножающейся поперечным делением. 
К систематическим признакам миксобактерий относят размер, форму и цвет плодовых тел.

## Представители
- Myxococcus xanthus